# Pashanim/Diskografie
Diese Diskografie ist eine Übersicht über die musikalischen Werke des deutschen Rappers Pashanim. Den Schallplattenauszeichnungen zufolge hat er bisher mehr als 4,6 Millionen Tonträger verkauft. Seine erfolgreichste Veröffentlichung ist die Single Airwaves mit über 990.000 verkauften Einheiten.

## Alben

### Studioalben
| Jahr | Titel Musiklabel         | Höchstplatzierung, Gesamtwochen, AuszeichnungChartplatzierungen (Jahr, Titel, Musiklabel, Platzierungen, Wochen, Auszeichnungen, Anmerkungen) | Höchstplatzierung, Gesamtwochen, AuszeichnungChartplatzierungen (Jahr, Titel, Musiklabel, Platzierungen, Wochen, Auszeichnungen, Anmerkungen) | Höchstplatzierung, Gesamtwochen, AuszeichnungChartplatzierungen (Jahr, Titel, Musiklabel, Platzierungen, Wochen, Auszeichnungen, Anmerkungen) | Anmerkungen                                            |
| Jahr | Titel Musiklabel         | DE | AT | CH | Anmerkungen                                            |
| ---- | ------------------------ | --- | --- | --- | ------------------------------------------------------ |
| 2024 | 2000 Urban Records (UMG) | DE1 Gold · (… Wo.)DE | AT3 (42 Wo.)AT | CH1 (48 Wo.)CH | Erstveröffentlichung: 13. Juni 2024 Verkäufe: + 75.000 |

### Mixtapes
| Jahr | Titel Musiklabel                       | Höchstplatzierung, Gesamtwochen, AuszeichnungChartplatzierungen (Jahr, Titel, Musiklabel, Platzierungen, Wochen, Auszeichnungen, Anmerkungen) | Höchstplatzierung, Gesamtwochen, AuszeichnungChartplatzierungen (Jahr, Titel, Musiklabel, Platzierungen, Wochen, Auszeichnungen, Anmerkungen) | Höchstplatzierung, Gesamtwochen, AuszeichnungChartplatzierungen (Jahr, Titel, Musiklabel, Platzierungen, Wochen, Auszeichnungen, Anmerkungen) | Anmerkungen                                                |
| Jahr | Titel Musiklabel                       | DE | AT | CH | Anmerkungen                                                |
| ---- | -------------------------------------- | --- | --- | --- | ---------------------------------------------------------- |
| 2022 | Himmel über Berlin Urban Records (UMG) | DE4 (76 Wo.)DE | AT5 Gold · (16 Wo.)AT | CH6 (22 Wo.)CH | Erstveröffentlichung: 28. September 2022 Verkäufe: + 7.500 |

### EPs
| Jahr | Titel Musiklabel                        | Höchstplatzierung, Gesamtwochen, AuszeichnungChartplatzierungen (Jahr, Titel, Musiklabel, Platzierungen, Wochen, Auszeichnungen, Anmerkungen) | Höchstplatzierung, Gesamtwochen, AuszeichnungChartplatzierungen (Jahr, Titel, Musiklabel, Platzierungen, Wochen, Auszeichnungen, Anmerkungen) | Höchstplatzierung, Gesamtwochen, AuszeichnungChartplatzierungen (Jahr, Titel, Musiklabel, Platzierungen, Wochen, Auszeichnungen, Anmerkungen) | Anmerkungen                                                 |
| Jahr | Titel Musiklabel                        | DE | AT | CH | Anmerkungen                                                 |
| ---- | --------------------------------------- | --- | --- | --- | ----------------------------------------------------------- |
| 2020 | Junge Ceos 2 Urban Records (UMG)        | — | — | — | Erstveröffentlichung: 28. Dezember 2020                     |
| 2023 | Tage vor 2000 Urban Records (UMG)       | — | AT13 (6 Wo.)AT | CH6 (14 Wo.)CH | Erstveröffentlichung: 21. Dezember 2023                     |
| 2024 | ADS Sampler, Vol. 1 Urban Records (UMG) | DE48 (4 Wo.)DE | — | CH32 (1 Wo.)CH | Erstveröffentlichung: 12. Dezember 2024 mit RB030 & Selim61 |
| 2025 | Grünewürfelflow Urban Records (UMG)     | DE2 (… Wo.)DE | AT2 (8 Wo.)AT | CH3 (13 Wo.)CH | Erstveröffentlichung: 30. April 2025                        |

## Singles

### Als Leadmusiker
| Jahr | Titel Album                               | Höchstplatzierung, Gesamtwochen, AuszeichnungChartplatzierungen (Jahr, Titel, Album, Platzierungen, Wochen, Auszeichnungen, Anmerkungen) | Höchstplatzierung, Gesamtwochen, AuszeichnungChartplatzierungen (Jahr, Titel, Album, Platzierungen, Wochen, Auszeichnungen, Anmerkungen) | Höchstplatzierung, Gesamtwochen, AuszeichnungChartplatzierungen (Jahr, Titel, Album, Platzierungen, Wochen, Auszeichnungen, Anmerkungen) | Anmerkungen                                                                 |
| Jahr | Titel Album                               | DE | AT | CH | Anmerkungen                                                                 |
| --- | ----------------------------------------- | --- | --- | --- | --------------------------------------------------------------------------- |
| 2019 | Homicides –                               | — | — | — | Erstveröffentlichung: 5. Mai 2019 feat. Chapo102                            |
| 2019 | Zwannis –                                 | DE— aDE | — | — | Erstveröffentlichung: 1. Juni 2019                                          |
| 2019 | Shababs botten –                          | DE84 Gold · (8 Wo.)DE | AT— PlatinAT | — | Erstveröffentlichung: 6. September 2019 Verkäufe: + 230.000                 |
| 2019 | Hauseingang –                             | DE56 Platin · (22 Wo.)DE | AT— ×2DoppelplatinAT | — | Erstveröffentlichung: 18. Dezember 2019 Verkäufe: + 460.000                 |
| 2020 | Airwaves –                                | DE2 ×3Dreifachgold · (32 Wo.)DE | AT6 ×3Dreifachplatin · (28 Wo.)AT | CH13 (22 Wo.)CH | Erstveröffentlichung: 14. Mai 2020 Verkäufe: + 990.000                      |
| 2021 | Sommergewitter –                          | DE1 ×3Dreifachgold · (67 Wo.)DE | AT2 ×4Vierfachplatin · (57 Wo.)AT | CH3 (25 Wo.)CH | Erstveröffentlichung: 25. Juni 2021 Verkäufe: + 720.000                     |
| 2021 | Paris Freestyle (Skrilla Remix) –         | DE3 Gold · (26 Wo.)DE | AT13 Platin · (18 Wo.)AT | CH15 (14 Wo.)CH | Erstveröffentlichung: 25. Oktober 2021 Verkäufe: + 230.000; mit Skrilla     |
| 2021 | Allein Allein –                           | DE13 (8 Wo.)DE | AT21 (4 Wo.)AT | CH34 (3 Wo.)CH | Erstveröffentlichung: 23. Dezember 2021 mit Ufo361; Original: Polarkreis 18 |
| 2022 | Kleiner Prinz –                           | DE4 Gold · (9 Wo.)DE | AT7 Gold · (5 Wo.)AT | CH5 (5 Wo.)CH | Erstveröffentlichung: 7. Juli 2022 Verkäufe: + 315.000                      |
| 2023 | Bagchaser Can –                           | DE4 Gold · (12 Wo.)DE | AT5 Gold · (4 Wo.)AT | CH6 (4 Wo.)CH | Erstveröffentlichung: 24. Mai 2023 Verkäufe: + 315.000                      |
| 2023 | Ms. Jackson –                             | DE3 Platin · (… Wo.)DE | AT4 Platin · (48 Wo.)AT | CH3 (21 Wo.)CH | Erstveröffentlichung: 24. August 2023 Verkäufe: + 630.000                   |
| 2024 | Mittelmeer 2000                           | DE1 Gold · (… Wo.)DE | AT2 Platin · (26 Wo.)AT | CH4 (22 Wo.)CH | Erstveröffentlichung: 23. Mai 2024 Verkäufe: + 330.000                      |
| 2024 | Florenz 2000                              | DE9 (5 Wo.)DE | AT24 (3 Wo.)AT | CH27 (3 Wo.)CH | Erstveröffentlichung: 6. Juni 2024                                          |
| 2024 | Aç bleiben ADS Sampler, Vol. 1            | DE9 (7 Wo.)DE | AT45 (3 Wo.)AT | CH47 (1 Wo.)CH | Erstveröffentlichung: 19. September 2024 mit RB030 & Selim61                |
| Folgende Lieder erschienen nicht als Single, wurden aber durch das Album zum Download und Streaming bereitgestellt und konnten somit eine Platzierung erlangen: |                                           | | | |                                                                             |
| |                                           | | | |                                                                             |
| 2021 | Istanbul Freestyle Junge Ceos 2           | DE39 (2 Wo.)DE | — | — | Charteinstieg: 8. Januar 2021                                               |
| 2021 | Junge Ceos Junge Ceos 2                   | DE45 (1 Wo.)DE | — | — | Charteinstieg: 8. Januar 2021                                               |
| 2021 | Sportback Junge Ceos 2                    | DE— bDE | — | — | Charteinstieg: 8. Januar 2021                                               |
| 2022 | Doppel G Himmel über Berlin               | DE20 Gold · (5 Wo.)DE | AT23 Platin · (3 Wo.)AT | CH34 (2 Wo.)CH | Charteinstieg: 9. Oktober 2022 Verkäufe: + 330.000                          |
| 2022 | 2019 Himmel über Berlin                   | DE70 (1 Wo.)DE | AT45 (1 Wo.)AT | CH40 (1 Wo.)CH | Charteinstieg: 9. Oktober 2022                                              |
| 2022 | Marseille Himmel über Berlin              | DE— cDE | — | CH72 (1 Wo.)CH | Charteinstieg: 9. Oktober 2022                                              |
| 2022 | Tourlife.mp3 Himmel über Berlin           | DE— dDE | — | — | Charteinstieg: 14. Oktober 2022                                             |
| 2022 | BMW Himmel über Berlin                    | DE— eDE | — | — | Charteinstieg: 14. Oktober 2022                                             |
| 2022 | Ferragamo Himmel über Berlin              | DE— fDE | — | — | Charteinstieg: 14. Oktober 2022                                             |
| 2023 | Airberlin Tage vor 2000                   | DE54 (2 Wo.)DE | — | CH84 (1 Wo.)CH | Charteinstieg: 31. Dezember 2023                                            |
| 2023 | Draußen essen spät schlafen Tage vor 2000 | DE28 (5 Wo.)DE | AT65 (1 Wo.)AT | CH96 (2 Wo.)CH | Charteinstieg: 31. Dezember 2023                                            |
| 2024 | Erster Song Tage vor 2000                 | DE— gDE | — | — | Charteinstieg: 12. Januar 2024                                              |
| 2024 | 2000                                      | DE16 (5 Wo.)DE | AT36 (2 Wo.)AT | CH27 (2 Wo.)CH | Charteinstieg: 21. Juni 2024                                                |
| 2024 | GTA 2000                                  | DE45 (2 Wo.)DE | — | — | Charteinstieg: 21. Juni 2024                                                |
| 2024 | Bis hierhin liefs noch ganz gut 2000      | DE— hDE | — | — | Charteinstieg: 5. Juli 2024                                                 |
| 2025 | Shabab(e)s im VIP Grünewürfelflow         | DE1 (… Wo.)DE | AT1 (… Wo.)AT | CH3 (10 Wo.)CH | Videoauskopplung: 30. April 2025 Charteinstieg: 9. Mai 2025 feat. Ceren     |
| 2025 | 2 Sitza Grünewürfelflow                   | DE10 (6 Wo.)DE | AT18 (4 Wo.)AT | CH27 (3 Wo.)CH | Videoauskopplung: 30. April 2025 Charteinstieg: 9. Mai 2025                 |
| 2025 | Minimum Prozente Grünewürfelflow          | DE51 (1 Wo.)DE | AT67 (1 Wo.)AT | CH60 (1 Wo.)CH | Charteinstieg: 9. Mai 2025                                                  |
| 2025 | Niketown Grünewürfelflow                  | DE75 (1 Wo.)DE | — | — | Charteinstieg: 16. Mai 2025                                                 |

### Als Gastmusiker
| Jahr | Titel Album                 | Höchstplatzierung, Gesamtwochen, AuszeichnungChartplatzierungen (Jahr, Titel, Album, Platzierungen, Wochen, Auszeichnungen, Anmerkungen) | Höchstplatzierung, Gesamtwochen, AuszeichnungChartplatzierungen (Jahr, Titel, Album, Platzierungen, Wochen, Auszeichnungen, Anmerkungen) | Höchstplatzierung, Gesamtwochen, AuszeichnungChartplatzierungen (Jahr, Titel, Album, Platzierungen, Wochen, Auszeichnungen, Anmerkungen) | Anmerkungen                                                                                         |
| Jahr | Titel Album                 | DE | AT | CH | Anmerkungen                                                                                         |
| --- | --------------------------- | --- | --- | --- | --------------------------------------------------------------------------------------------------- |
| 2020 | Cripwalks –                 | DE89 (1 Wo.)DE | — | — | Erstveröffentlichung: 20. Januar 2020 BHZ feat. Pashanim & Monk                                     |
| 2021 | Pushe Packs –               | — | — | — | Erstveröffentlichung: 2. Juli 2021 Bauernfeind & Kev Koko feat. Pashanim                            |
| 2021 | Amore çok –                 | DE— iDE | — | — | Erstveröffentlichung: 1. Oktober 2021 Alcatraz feat. Pashanim                                       |
| 2023 | 6561 Blackout               | DE4 (8 Wo.)DE | AT22 (3 Wo.)AT | CH22 (2 Wo.)CH | Erstveröffentlichung: 19. Januar 2023 AK Ausserkontrolle feat. Pashanim                             |
| 2024 | Augenmaß –                  | DE22 (4 Wo.)DE | AT42 (1 Wo.)AT | CH42 (1 Wo.)CH | Erstveröffentlichung: 11. April 2024 Stickle feat. Pashanim                                         |
| 2024 | Zizou’06 –                  | DE— jDE | — | — | Erstveröffentlichung: 26. Juli 2024 HK feat. Pashanim                                               |
| 2024 | Unter den Linden –          | DE48 (1 Wo.)DE | — | — | Erstveröffentlichung: 10. Oktober 2024 Selim61 feat. Pashanim                                       |
| 2025 | Top 10 –                    | DE18 (3 Wo.)DE | AT69 (1 Wo.)AT | CH84 (1 Wo.)CH | Erstveröffentlichung: 29. Mai 2025 Selim61 feat. Pashanim                                           |
| Folgende Lieder erschienen nicht als Single, wurden aber durch das Album zum Download und Streaming bereitgestellt und konnten somit eine Platzierung erlangen: |                             | | | | |
| |                             | | | | |
| 2020 | Hentai Kickdown EP          | DE41 (1 Wo.)DE | — | — | Charteinstieg: 19. Juni 2020 Kasimir1441 feat. Pashanim                                             |
| 2022 | 2Wasser2Sprite Maka Knacker | DE— kDE | — | — | Charteinstieg: 6. Mai 2022 Nizi19 feat. Pashanim                                                    |
| 2024 | Überleben                   | DE— lDE | — | — | Charteinstieg: 3. Mai 2024 O.G. Pezo feat. Pashanim                                                 |
| 2024 | Nur Berliner Doktor         | DE64 (1 Wo.)DE | — | — | Videoauskopplung: 18. Oktober 2024 Charteinstieg: 25. Oktober 2024 Nizi19 feat. Caney030 & Pashanim |
| 2025 | Fidicin Sebo & Friends      | DE76 (1 Wo.)DE | — | — | Videoauskopplung: 31. Januar 2025 Charteinstieg: 7. Februar 2025 Sebo feat. Pashanim                |

## Musikvideos
| Jahr | Titel              | Regie                         |
| ---- | ------------------ | ----------------------------- |
| 2018 | Mehringdamm laufen | Rb030                         |
| 2019 | Homicides          | Rb030                         |
| 2019 | Shababs botten     | Ruhi Baltrak, Pashanim        |
| 2019 | Hauseingang        | Felix Aaron, Pashanim         |
| 2020 | Airwaves           | Pashanim                      |
| 2021 | Sommergewitter     | Canonulldreinull (Pashanim)   |
| 2021 | Amore çok          | Leo Altaras, RB030            |
| 2022 | Kleiner Prinz      | Canonulldreinull              |
| 2022 | Tourlife.mp3       | Canonulldreinull              |
| 2022 | Doppel G           | Canonulldreinull, Paul Fanger |
| 2022 | 21                 | Canonulldreinull, Paul Fanger |
| 2023 | Ms. Jackson        | Canonulldreinull              |
| 2023 | Airberlin          | Canonulldreinull              |
| 2024 | Mittelmeer         | Canonulldreinull              |
| 2024 | Florenz            | Canonulldreinull              |
| 2024 | Aç bleiben         | Canonulldreinull              |
| 2024 | Nur Berliner       | Simon Berger                  |
| 2025 | Fidicin            | 51cayenne, Simon.brgr         |
| 2025 | Shabab(e)s im VIP  | Canonulldreinull              |
| 2025 | 2 Sitza            | Canonulldreinull              |
| 2025 | Top 10             | Canonulldreinull, Simon.brgr  |

## Promoveröffentlichungen
| Jahr | Titel Album          | Anmerkungen                            |
| ---- | -------------------- | -------------------------------------- |
| 2017 | Windig –             | Erstveröffentlichung: 6. Oktober 2017  |
| 2018 | Saka Wasser –        | Erstveröffentlichung: 27. Februar 2018 |
| 2019 | Fühlst du mich –     | Erstveröffentlichung: 20. März 2019    |
| 2019 | Mehringdamm laufen – | Erstveröffentlichung: 27. August 2019  |

## Sonderveröffentlichungen
| Jahr | Titel Album                 | Anmerkungen                                                             |
| ---- | --------------------------- | ----------------------------------------------------------------------- |
| 2020 | Hentai Kickdown EP          | Erstveröffentlichung: 21. Mai 2020 Kasimir1441 feat. Pashanim           |
| 2022 | 2Wasser2Sprite Maka Knacker | Erstveröffentlichung: 29. April 2022 Nizi19 feat. Pashanim              |
| 2023 | 6561 Blackout               | Erstveröffentlichung: 30. März 2023 AK Ausserkontrolle feat. Pashanim   |
| 2024 | Überleben                   | Erstveröffentlichung: 25. April 2024 O.G. Pezo feat. Pashanim           |
| 2024 | Nur Berliner Doktor         | Erstveröffentlichung: 18. Oktober 2024 Nizi19 feat. Caney030 & Pashanim |
| 2025 | Fidicin Sebo & Friends      | Erstveröffentlichung: 31. Januar 2025 Sebo feat. Pashanim               |

## Statistik

### Chartauswertung
|                     | DE    | AT    | CH    |
| ------------------- | ----- | ----- | ----- |
| Nummer-eins-Alben   | DE1DE | AT—AT | CH1CH |
| Top-10-Alben        | DE3DE | AT3AT | CH4CH |
| Alben in den Charts | DE4DE | AT4AT | CH5CH |

|                       | DE     | AT     | CH     |
| --------------------- | ------ | ------ | ------ |
| Nummer-eins-Singles   | DE3DE  | AT1AT  | CH—CH  |
| Top-10-Singles        | DE12DE | AT7AT  | CH6CH  |
| Singles in den Charts | DE32DE | AT20AT | CH22CH |

### Auszeichnungen für Musikverkäufe
Anmerkung: Auszeichnungen in Ländern aus den Charttabellen bzw. Chartboxen sind in ebendiesen zu finden.
| Land/RegionAuszeichnungen für Musikverkäufe (Land/Region, Auszeichnungen, Verkäufe, Quellen) | Gold       | Platin       | Verkäufe  | Quellen           |
| -------------------------------------------------------------------------------------------- | ---------- | ------------ | --------- | ----------------- |
| Deutschland (BVMI)                                                                           | 9× Gold9   | 4× Platin4   | 4.175.000 | musikindustrie.de |
| Österreich (IFPI)                                                                            | 3× Gold3   | 14× Platin14 | 457.500   | ifpi.at           |
| Insgesamt                                                                                    | 12× Gold12 | 18× Platin18 |           |                   |